# Boronia penicillata
Boronia penicillata är en vinruteväxtart som beskrevs av George Bentham. Boronia penicillata ingår i släktet Boronia och familjen vinruteväxter. Inga underarter finns listade i Catalogue of Life.